# Bodnár Zoltán (bábművész)
Bodnár Zoltán (Budapest, 1963. augusztus 29. –) magyar bábművész, színész.

## Életpályája
A Bábszínészképző Tanfolyamon 1983-ban végzett és az Állami Bábszínház társulatában kezdte pályáját. 1992-től a Kolibri Színház társulatának művésze. Bábszínészi munkái mellett mesejátékok, gyermekeknek szóló darabok írásával és rendezéssel is foglalkozik. Felesége Tisza Bea bábművész.

## Fontosabb szerepeiből
- Hegedüs Géza – Tarbay Ede: A csodaszarvas népe... Hunor
- Tarbay Ede: Kunkori és a kandúrvarázsló... Mekegi Elemér, kecske
- Ignácz Rózsa – Sebő Ferenc: Tündér Ibrinkó... Ibrinkó, tündérfiú
- Camille Saint-Saëns – Urbán Gyula: Az állatok farsangja... Bohóc
- Claude Debussy – Békés Pál: Játékdoboz... Maci
- Békés Pál: Marcipánmester... Marci, patikusinas
- Balogh Géza: Doktor Faust... Mefisztofelész; Plutó
- Ady Endre – Weöres Sándor: Betlehemes játék, Profán misztérium... József
- Erich Kästner – Horváth Péter: Május 35... Cet
- Horváth Péter: A farkas szempillái... Momotaro, Japán legnagyobb barackfiúja
- Monthy Phyton: Megyeri gyalog galopp... Sir Galahad
- Nyina Vlagyimirovna Gernet: Aladdin csodalámpája... Dzsinn; Majom
- Oscar Wilde: A boldog herceg (monodráma)... Szobrász, Fecske, Boldog herceg
- Pozsgai Zsolt: Bakkfy és a csúnya királykisasszony... Bakkfy, királyfi
- Pozsgai Zsolt: Prófétakeringő... Fiatal fiú
- William Shakespeare – William Rowley: Merlin születése, avagy a gyermek meglelte atyját... Edoll, Chester grófja, Aurelius generálisa

## Rendezéseiből
- Pinczési Judit: Kócgerzson (Holdvilág Kamaraszínház)
- Szophoklész: Labdakidák III. (Merlin)
- Guy Krneta: Gabi

## Bemutatott darabjaiból
- Bodnár Zoltán: Ilka titka (2003. november 15. – Kolibri Fészek)
- Bodnár Zoltán: Ládafia mese (2008. december 13. – Kabóca Bábszínház, Veszprém)
- Bodnár Zoltán: Ládafia (2014. február 21. – Griff Bábszínház, Zalaegerszeg)
- Bodnár Zoltán: Az igazi Mikulás (2015.  – Ametist Bábszínház)
- Václav Čtvrtek – Bodnár Zoltán: Moha és Páfrány (2018. április 27. – Csiky Gergely Színház, Kaposvár)

## Filmek, tv
- Kopré József: Macskabosszantó Makula
- Oscar Wilde: A boldog herceg
- Pozsgai Zsolt: Bakkfy és a csúnya királykisasszony
- Nick Champion: Jeremiás, a hóember
- Hacktion: Újratöltve (2013)
- Oltári történetek (2022)
- A mi kis falunk (2025)